# Gbadolite
Gbadolite er en by i den nordlige del af Demokratiske Republik Congo, med et indbyggertal (pr. 2004) på cirka 113.000. Byen ligger ved breden af Ubangifloden, lige syd for grænsen til den Centralafrikanske Republik.